# Kveldssanger
Kveldssanger (trad. Canti del crepuscolo) è il secondo album in studio del gruppo musicale norvegese Ulver, pubblicato nel 1996. 

## Descrizione
A differenza di tutti gli altri album del gruppo, questo presenta sonorità puramente folk e strumentazione interamente acustica.

## Tracce
1. Østenfor Sol Og Vestenfor Maane - 3:26
2. Ord - 0:17
3. Høyfjeldsbilde - 2:07
4. Nattleite - 2:05
5. Kveldssang -	1:27
6. Naturmystikk - 2:50
7. A cappella (sielens sang) - 1:20
8. Hiertets vee - 3:54
9. Kledt i nattens farger - 2:44
10. Halling - 2:00
11. Utreise - 2:50
12. Søfn - Ør Paa Alfers Lund - 2:33
13. Ulvsblakk - 6:52

## Formazione
- Kristoffer "Garm" Rygg - voce
- Håvard Jørgensen - chitarre
- Erik Olivier Lancelot (noto anche come Aiwarikiar) - batteria, flauto